# Телегинский сельсовет (Пензенская область)
Телегинский сельсовет — сельское поселение в Колышлейском районе Пензенской области Российской Федерации.
Административный центр — село Телегино.

## История
Статус и границы сельского поселения установлены Законом Пензенской области от 2 ноября 2004 года № 690-ЗПО «О границах муниципальных образований Пензенской области».
Законом Пензенской области от 15 сентября 2010 года № 1945-ЗПО в состав Телегинского сельсовета вошли упразднённые Белокаменский и Крутцовский сельсоветы.

## Население
| 2002  | 2010  | 2012  | 2013  | 2014  | 2015  | 2016  |
| ----- | ----- | ----- | ----- | ----- | ----- | ----- |
| 1165  | ↘1066 | ↗2383 | ↘2351 | ↘2271 | ↘2262 | ↘2243 |
| 2017  | 2018  | 2021  |       |       |       |       |
| ↘2214 | ↘2157 | ↘1842 |       |       |       |       |

## Состав сельского поселения
| №  | Населённый пункт      | Тип населённого пункта       | Население |
| -- | --------------------- | ---------------------------- | --------- |
| 1  | Бекетовка             | село                         | ↘19       |
| 2  | Белокаменка           | село                         | ↘82       |
| 3  | Большая Александровка | деревня                      | 4         |
| 4  | Жукова Поляна         | деревня                      | 10        |
| 5  | Крутец                | село                         | ↘748      |
| 6  | Ленино                | деревня                      | 28        |
| 7  | Малая Александровка   | село                         | ↘28       |
| 8  | Манцеровка            | деревня                      | 130       |
| 9  | Приволье              | село                         | ↘117      |
| 10 | Раевка                | село                         | ↘28       |
| 11 | Телегино              | село, административный центр | ↘784      |
| 12 | Толузаково            | деревня                      | 3         |
| 13 | Халтурино             | село                         | ↘436      |